# Västerviks distrikt
Västerviks distrikt är ett distrikt i Västerviks kommun och Kalmar län. 
Distriktet ligger i och omkring Västervik. Distriktet är befolkningsmässigt länets största distrikt.

## Tidigare administrativ tillhörighet
Distriktet inrättades 2016 och utgörs av det område som Västerviks stad omfattade före 1967 samt smärre områden som 1974 tillfördes från Loftahammars socken och Lofta socken.
Området motsvarar den omfattning Västerviks församling hade vid årsskiftet 1999/2000.